# チョ・ソンヒョン (手話通訳者)
趙 聖鉉（チョ・ソンヒョン、朝鮮語: 조성현）は、大韓民国の韓国放送公社 (KBS) のアナウンサー。1994年にKBSニュース手話通訳にデビューした。 TVでは、主にニュースや中継放送を手話通訳する   。

## 学歴
```
* 
東国大学校
化学工学科学士（ 
1991年
卒業）
```

## 経歴
- KBSの手話通訳士

## 手話放送キャリア

### TV

#### ニュース
- KBS 1TV - KBSニュース5手話通訳（ 月曜日 〜 木曜日 ）
- KBS 2TV - KBS日曜ニュースタイム手話通訳（ 2009年 〜 2015年 ）
- KBS 2TV - KBS 6時のニュースタイム手話通訳
- KBS 2TV - KBS 8時のニュースタイム圏域別手話通訳
- KBS 2TV - KBSグローバル24手話通訳（ 2015年 〜 現在 ）（ 月曜日 〜 木曜日 ）
- KBS 2TV - KBS 2時のニュースタイム手話通訳（ 2015年 〜 2019年 ）（ 月曜日 〜 木曜日 ）
- KBS 2TV - 世界ニュース手話通訳（ 2016年 〜 現在 ）（ 月曜日 〜 木曜日 ）

#### 中継放送
- KBS 1TV - 中継放送記念手話通訳
- KBS 1TV - 国会の人事聴聞会手話通訳
- KBS 1TV - スポーツ競技大会手話通訳
- KBS 1TV - 大統領候補の演説手話通訳
- KBS 1TV - 2018年4月の南北首脳会談手話通訳